# Rémi Gomis
Rémi Gomis (ur. 14 lutego 1984 w Wersalu) – senegalski piłkarz występujący na pozycji pomocnika. Od 2016 jest zawodnikiem klubu FC Wil.

## Kariera klubowa
Gomis zawodową karierę rozpoczynał w 2001 roku w drugoligowym klubie Stade Lavallois. W Ligue 2 zadebiutował 3 maja 2002 w przegranym 3:4 meczu z OGC Nice. Przez pierwsze dwa sezony Gomis pełnił rolę rezerwowego w swoim klubie. Jego podstawowym graczem stał się od początku sezonu 2003/2004. W 2006 roku spadł z klubem do Championnat National. W Lavallois spędził jeszcze rok.
W 2007 roku przeszedł do pierwszoligowego SM Caen. Pierwszy mecz w Ligue 1 zaliczył 15 sierpnia 2007 w wygranym 2:1 meczu z Toulouse FC. 24 listopada 2007 w wygranym 5:0 spotkaniu z Girondins Bordeaux strzelił pierwszego gola w trakcie gry w Ligue 1. W 2009 roku spadł z klubem do Ligue 2. Wówczas odszedł z Caen.
Latem 2009 roku podpisał kontrakt z pierwszoligowym Valenciennes FC. Zadebiutował tam 8 sierpnia 2009 w przegranym 1:3 ligowym spotkaniu z AS Nancy.
W 2013 roku Gomis przeszedł do Levante UD, ale nie rozegrał w nim żadnego meczu. Na początku 2014 wrócił do Francji i został zawodnikiem FC Nantes. W 2016 trafił do FC Wil.
| Sezon   | Klub            | Kraj       | Rozgrywki        | Mecze | Bramki | Rozgrywki Europy | Mecze | Bramki |
| ------- | --------------- | ---------- | ---------------- | ----- | ------ | ---------------- | ----- | ------ |
| 2001/02 | Stade Lavallois | Francja    | Division 2       | 1     | 0      | -                | -     | -      |
| 2002/03 | Stade Lavallois | Francja    | Ligue 2          | 3     | 0      | -                | -     | -      |
| 2003/04 | Stade Lavallois | Francja    | Ligue 2          | 30    | 3      | -                | -     | -      |
| 2004/05 | Stade Lavallois | Francja    | Ligue 2          | 34    | 0      | -                | -     | -      |
| 2005/06 | Stade Lavallois | Francja    | Ligue 2          | 32    | 0      | -                | -     | -      |
| 2006/07 | Stade Lavallois | Francja    | National         | 36    | 2      | -                | -     | -      |
| 2007/08 | SM Caen         | Francja    | Ligue 1          | 24    | 1      | -                | -     | -      |
| 2008/09 | SM Caen         | Francja    | Ligue 1          | 29    | 2      | -                | -     | -      |
| 2009/10 | Valenciennes FC | Francja    | Ligue 2          | 36    | 0      | -                | -     | -      |
| 2010/11 | Valenciennes FC | Francja    | Ligue 2          | 29    | 1      | -                | -     | -      |
| 2011/12 | Valenciennes FC | Francja    | Ligue 1          | 29    | 3      | -                | -     | -      |
| 2012/13 | Valenciennes FC | Francja    | Ligue 1          | 27    | 1      | -                | -     | -      |
| 2013/14 | Levante UD      | Hiszpania  | Liga BBVA        | 0     | 0      | -                | -     | -      |
| 2013/14 | FC Nantes       | Francja    | Ligue 1          | 9     | 0      | -                | -     | -      |
| 2014/15 | FC Nantes       | Francja    | Ligue 1          | 20    | 0      | -                | -     | -      |
| 2015/16 | FC Nantes       | Francja    | Ligue 1          | 17    | 0      | -                | -     | -      |
| 2016/17 | FC Wil          | Szwajcaria | Challenge League | 8     | 0      | -                | -     | -      |

## Kariera reprezentacyjna
W reprezentacji Senegalu Gomis zadebiutował 11 października 2008 w zremisowanym 1:1 meczu eliminacji Mistrzostw Świata 2010 z Gambią.